# Michelle Mensing
Michelle Birgit Mensing (* 15. Januar 1993 in Berlin) ist eine deutsche Handballtrainerin und Handballspielerin, die in den Vereinigten Staaten Aufbauarbeit im Handballsport leistet.

## Persönliches
Michelle Mensing legte 2011 am Europäischen Gymnasium Bertha von Suttner ihr Abitur ab. Im Anschluss begann sie am Hasso-Plattner-Institut in Potsdam ein Informatikstudium mit der Spezialisierung auf IT-Systems-Engineering. Daneben arbeitete sie 2011/12 als Werkstudentin bei Biotronik und 2013/15 bei IVU Traffic Technologies. 2014 erwarb sie ihren Bachelor of Science. 2015 begann sie ihren Master of Science und absolvierte den Design Thinking Basic Track an der HPI School of Design Thinking.
Nachdem sich ihr die Möglichkeit einer Feststelle als Softwareentwicklerin im Silicon Valley bot, ging sie in die USA und arbeitet seitdem für SAP.

## Handball- und Beachhandball-Karriere

### Hallenhandball
Mensing begann im Alter von vier Jahren mit dem Handballsport. Sie kann auf allen drei Rückraum-Positionen eingesetzt werden. Mensing spielte für den erfolgreichen Nachwuchsbereich der Füchse Berlin. 2012 war sie mit ihrer Mannschaft Meister der Dritten Liga, Staffel Ost. Von 2007 bis 2009 war sie Teil der Juniorinnen-Auswahl Norddeutschlands.
Nach dem Wechsel in die USA schloss sich Mensing San Francisco CalHeat an, wo sie auch Beachhandball als Hochleistungssport verfolgte. Sie ist nicht nur als Spielerin, sondern auch als Schiedsrichterin, Nachwuchstrainerin sowie Jugendkoordinatorin aktiv und betreut die Vereinswebseite sowie die Webseite der US Beach Handball Tour. 2018 wurde sie mit CalHeat US-Vizemeisterin. Zudem ist sie seit Sommer 2017 Vorstandsmitglied ihres Vereins. Seit Mensing begann sich für den Verein zu engagieren, wurde der Verein zu einem Anziehungspunkt für Nachwuchsspieler und -spielerinnen. Der Verein stellt regelmäßig vier Mannschaften zu den US-Meisterschaften. Bei der Entwicklung legt Mensing einen besonderen Schwerpunkt auf die Gleichbehandlung der Geschlechter. 2022 wurde Mensing in das Athletes' Advisory Council des US-Handballverbandes gewählt. Zudem wurde sie 2022 als Schiedsrichterin des Jahres ausgezeichnet.

### Beachhandball
2018 begründete Mensing die US Beach Handball Tour. Darüber hinaus organisiert sie Turniere in ihrer Region. Zudem war sie 2018 bei den Beachhandball-Weltmeisterschaften 2018 ausgetragenen Weltmeisterschaften in Kasan Teil des US-Trainerstabs. 2020 ersetzte die ebenfalls in Deutschland geborene Lisa Dunn Juliano de Oliveira als Cheftrainerin der Nationalmannschaft, Mensing wurde ihre Co-Trainerin. Die Berufung erfolgte kurz vor dem ersten Lockdown aufgrund der COVID-19-Pandemie.
Eigentlich sollte Mensing mit der US-Mannschaft an den Weltmeisterschaften 2020 antreten, die jedoch wie der übrige internationale Spielverkehr ausfiel und vollständig zum Erliegen kam. Erst 2022 setzte er in Nordamerika wieder ein. Bei den Nor.Ca. Beach Handball Championships 2022 in Acapulco erreichten die USA unter ihrer Regie wie schon 2019 das Finale gegen Mexiko, unterlag aber den Nachbarinnen aus dem Süden aber vor deren Heimpublikum. Die Qualifikation zu den Weltmeisterschaften 2022 in Iraklio auf Kreta gelang indes ohne größere Probleme. In Griechenland zogen die USA dank eines Sieges über Vietnam nach der Vorrunde in die Hauptrunde ein, wo allerdings alle weiteren Spiele verloren wurden und die USA somit die Qualifikation für das Viertelfinale verpassten. Nach einer Niederlage gegen Ungarn und einem Sieg über Australien spielte die US-Mannschaft zum Abschluss erneut gegen Vietnam um den 13. Platz, unterlag dieses Mal aber im Shootout. Für die World Games in Birmingham (Alabama) war die US-Mannschaft als Gastgeber automatisch qualifiziert. Auch dieses Turnier wurde noch von der Pandemie überschattet, von den acht qualifizierten Teams konnten Dänemark und Vietnam nicht antreten. Durch Siege über Australien und Mexiko konnten sich die Spielerinnen der Vereinigten Staaten in der Jeder-gegen-Jeden-Vorrunde als Tabellenvierte für das Halbfinale qualifizieren. Dort erwiesen sich aber die amtierenden Weltmeisterinnen aus Deutschland ebenso als zu stark wie die Mannschaft Argentiniens im Spiel um die Bronzemedaille.

## Belege und Anmerkungen
1. ↑  Die Abiturienten der Bertha-von-Suttner-Oberschule des Jahrgangs 2011. In: Berliner Morgenpost. 27. Juni 2011, abgerufen am 5. Februar 2023.
2. ↑  Sarah Buerkle: Lifting Handball to New Heights. 16. November 2018, abgerufen am 5. Februar 2023 (amerikanisches Englisch).
3. ↑  Handball-world.News: Berlin auch gegen Bremen siegreich. 16. Januar 2012, abgerufen am 5. Februar 2023.
4. ↑  USA Team Handball: Michelle Mensing Elected to AAC. In: eamusa.org. USA Team Handball, 19. Dezember 2022, abgerufen am 5. Februar 2023 (englisch).
5. ↑  Martin Branick: 2022 End of Season Awards. In: teamusa.org. USA Team Handball, 22. Dezember 2022, abgerufen am 4. April 2024 (englisch).
6. ↑  NorCal Beach Cup by SF CalHeat Team Handball Club. Abgerufen am 5. Februar 2023.
7. ↑  Lisa Dunn And Michelle Mensing To Lead USA Beach Handball Women's Program. In: teamusa.org. USA Team Handball, 9. März 2020, abgerufen am 5. Februar 2023 (englisch).
8. ↑  2022 NACHC Beach Handball Championship Match & Streaming Info - Updated Results. In: teamusa.org. USA Team Handball, 25. April 2022, abgerufen am 27. Januar 2023 (englisch).
9. ↑  IHF | USA men and Mexico women celebrate continental beach handball titles. Abgerufen am 12. August 2022.
10. ↑  IHF | USA's 'Self' promotion on the sand. Abgerufen am 12. August 2022.
11. ↑  IHF | Debutants USA storm into last four on home sand in Birmingham. Abgerufen am 12. August 2022.
12. ↑  Steve Irvine | 07.16.22: U.S. Beach Handball teams fail to medal but make progress in World… Abgerufen am 12. August 2022 (amerikanisches Englisch).
Debutants USA storm into last four on home sand in Birmingham. In: ihf.info. Internationale Handballföderation, 14. Juli 2022, abgerufen am 4. Februar 2023 (englisch).

| Personendaten    | Personendaten                                                                       |
| ---------------- | ----------------------------------------------------------------------------------- |
| NAME             | Mensing, Michelle                                                                   |
| ALTERNATIVNAMEN  | Mensing, Michelle Birgit (vollständiger Name); Mensing, Michelle B.; Mensing, Michi |
| KURZBESCHREIBUNG | deutsche Handballspielerin sowie Trainerin                                          |
| GEBURTSDATUM     | 15. Januar 1993                                                                     |
| GEBURTSORT       | Berlin                                                                              |